# Hofanlage Minneörterstraße 5
Die Hofanlage Minneörterstraße 5 in der niedersächsischen Gemeinde Loxstedt, Ortsteil Landwürden/Wiemsdorf, im Landkreis Cuxhaven, stammt vom Ende des 19. Jahrhunderts. Aktuell (2024) wird sie wohl landwirtschaftlich genutzt.
Die Gebäude stehen unter Denkmalschutz (siehe auch Liste der Baudenkmale in Loxstedt).

## Geschichte
Die Hofanlage besteht aus
- dem eingeschossigen giebelständigen Wohn- und Wirtschaftsgebäude von 1898 (Inschrift) als Vierständer-Hallenhaus mit massiven Backsteinaußenwänden, mit reetgedecktem Krüppelwalmdach, Niedersachsengiebel mit Uhlenloch und Grooter Door mit Korbbogen,[2]
- der traufständigen Scheune als Backsteinbau von 1898 (Inschrift) nach Art eines Vierständer-Hallenhauses mit reetgedecktem Krüppelwalmdach, Niedersachsengiebel mit Uhlenloch und Grooter Door mit Rundbogen sowie Längsdurchfahrt.[3]

Das Landesdenkmalamt befand u. a.: „… wegen des ortsgeschichtlichen, gebäudetypischen sowie ortsbildprägenden Zeugniswerts ….“